# 高橋隆天
高橋隆天（たかはし りゅうてん、1927年（昭和2年）7月21日  - 2006年（平成18年）9月30日 ）は東京都生まれの僧侶、川崎大師平間寺第44世・中興第1世貫首。僧階は大僧正。真言宗智山派宗機顧問。
日本大学法文学部宗教学科卒、大正大学大学院仏教学研究科修了。

## 略歴
1939年、川崎大師第43世隆超に従って得度。
1948年、隆超死去により、平間寺住職となる。
成田山新勝寺での練行の後、1958年に川崎大師に入山、貫首に就任。
2006年、急性白血病により死去。